# Hang You Up
Singles de Yellowcard
For You, and Your Denial
(2011) Sing for Me
(2011)
Hang You Up est le deuxième single de l'album When You're Through Thinking, Say Yes de Yellowcard